# کانر (کشتی‌گیر)
کانر (انگلیسی: Konnor؛ زادهٔ ۶ فوریهٔ ۱۹۸۰) کشتی‌گیر کشتی حرفه‌ای اهل ایالات متحده آمریکا است.